# Hugo de Vries
Hugo de Vries (Haarlem, 16 febbraio 1848 – Lunteren, 21 maggio 1935) è stato un biologo olandese.

## Biografia
Fu l'ideatore della teoria delle mutazioni o mutazionismo secondo la quale ogni specie vegetale o animale presenta nel corso della sua storia una serie di variazioni improvvise (mutazioni) e del tutto ereditarie, ossia trasmissibili ai discendenti. Poi queste variazioni (che classificò come benefiche, innocue o nocive) si conservano o scompaiono per selezione naturale, cioè soprattutto in dipendenza dall'ambiente.
Il mutazionismo di De Vries inizialmente non confermava le teorie formulate da Charles Darwin, ipotizzando che la variabilità delle specie avesse origine dal particolare fenomeno delle mutazioni, per cui l'evoluzione biologica non avverrebbe gradualmente per il sommarsi di piccole variazioni come nel darwinismo, ma a salti per l'apparire brusco di mutazioni di notevoli entità. Solo con l'avvento della Sintesi Moderna fu possibile conciliare il darwinismo con la genetica mendeliana che De Vries aveva riscoperto e alla quale si era ispirato per le sue teorie.

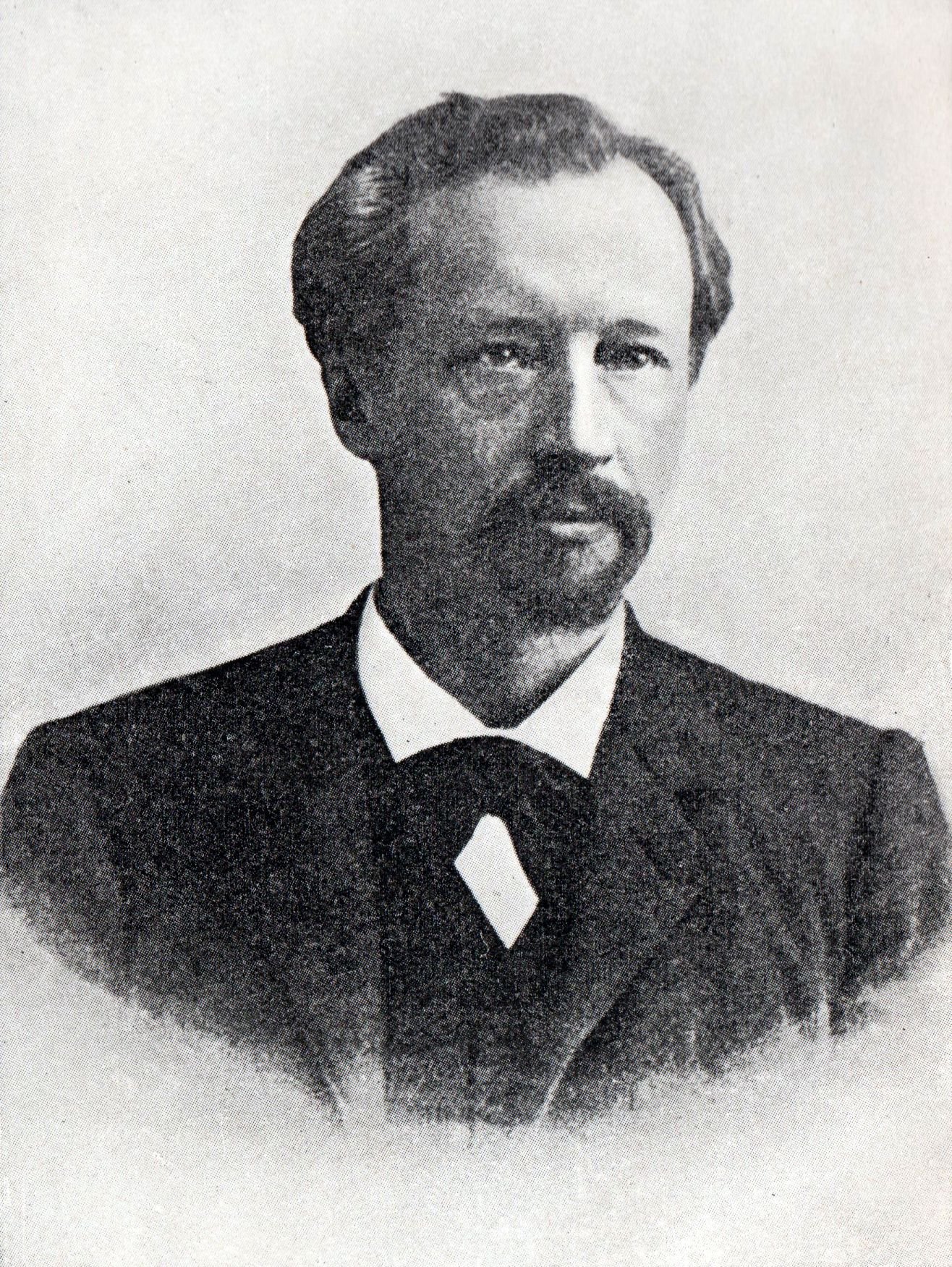
Hugo de Vries

I moderni studi sull'evoluzione hanno smentito l'importanza delle mutazioni come intese da De Vries (macromutazioni), ponendo l'accento sulla prevalenza delle piccole variazioni (micromutazioni) ai fini della trasformazione delle specie.
De Vries cercò di convalidare la sua teoria con esperimenti metodici su piante e li espose nelle due opere Teoria delle mutazioni (1901-1903) e Specie e varietà, loro origine per mutazione (1909).
Conseguita nel 1870 la laurea in biologia, nel 1878 era stato nominato professore di fisiologia vegetale all'Università di Amsterdam.
Dal 1898 tenne cattedra all'Università di Würzburg. Tra il 1885 ed il 1918 fu il direttore dell'Orto botanico di Amsterdam.